# Lorena Roldán Suárez
Lorena Roldán Suárez (Tarragona, 7 d'agost de 1981) és una advocada i política catalana, diputada al Parlament de Catalunya en l'onzena i dotzena legislatures per Ciutadans i senadora del partit per designació del Parlament de Catalunya entre 2018 i 2020.
El 30 de desembre de 2020, després que la cúpula del partit l'apartés de la candidatura a la presidència de la Generalitat, tot i haver-ne guanyat les primàries, Roldán va decidir abandonar la formació taronja i va unir-se com a número 2 a la candidatura del Partit Popular Català, liderada per Alejandro Fernández, de cara als comicis inicialment previstos per al 14 de febrer. El 4 de gener va renunciar al seu escó al Senat i la seva baixa com a diputada del Parlament de Catalunya, situació en què seguia tot i la dissolució en ser-ne membre de la Diputació Permanent, la va anunciar per al 7 de gener i va ser efectiva el 12 de gener.

## Biografia
És llicenciada en Dret per la Universitat Rovira i Virgili i posseeix un màster d'Accés a l'Advocacia per aquesta mateixa universitat. Ha exercit com a advocada i actualment treballa en l'administració pública local, a l'àrea de serveis jurídics i contractació administrativa. A les eleccions al Parlament Europeu de 2014 fou candidata dins les llistes de Ciutadans - Partit de la Ciutadania, però no fou escollida. També figurà a les llistes del mateix partit a les eleccions municipals de 2015 per a l'ajuntament de Tarragona i va aconseguir ser elegida regidora i va exercir com a coordinadora de barris.
Posteriorment es va presentar a les eleccions al Parlament de Catalunya de 2015, en què ocupà el quart lloc de la llista de Tarragona del mateix partit i fou escollida parlamentària, fet pel qual abandonà el consistori. A les eleccions al Parlament de Catalunya de 2017 fou reescollida diputada. El 2019 es va imposar a les primàries de Ciutadans per ser la candidata a la presidència de la Generalitat, amb el 86,6% dels vots i al juliol de 2019 membre portaveu de l'Executiva Nacional del partit. Al setembre de 2019 va afirmar que "l'independentisme és un tsunami perquè ho destrossa tot".
A finals de desembre de 2020, deixà el partit (molesta per haver estat desplaçada i substituïda com a cap de cartell a Catalunya per Carlos Carrizosa) per passar a militar al PP. Roldán havia guanyat les primàries de Ciutadans per a ser la candidata a la Generalitat a les eleccions del 14 de febrer d'aquell mateix any, però la direcció del partit encapçalada per Inés Arrimadas la va apartar en favor de Carlos Carrizosa, fet que va fracturar el partit i va desencadenar les dimissions de Jesús Galiano, president de la Comissió de Garanties del partit i la secretaria de la Comissió de Garanties també del partit Marta Segura.